# Nihon Ishi Gakkai
Nihon Ishi Gakkai (jap. 日本医史学会, Japanese Society for the History of Medicine, JSHM) ist eine Körperschaft des Öffentlichen Rechts, die im Jahre 1892 von Fujikawa Yū und einigen Gefährten gegründet wurde und sich seitdem der Erforschung der Geschichte der Medizin und der Verbreitung diesbezüglichen Wissens widmet. Das Sekretariat der Gesellschaft hat seinen Sitz in der Medizinischen Fakultät der Juntendō-Universität in Tokio. Die Gesellschaft ist zugleich die erste Zweiggesellschaft der 'Japanese Association of Medical Sciences' (JAMS, Nihon Igakkai).
Die Gesellschaft publiziert viermal im Jahr die Fachzeitschrift Nihon Ishigaku Zasshi – Journal of the Japanese Society for the History of Medicine und vergibt zwei wissenschaftliche Preise: den Fujikawa-Yū-Preis (vormals 'Wissenschaftlicher Förderpreis') sowie den Yakazu-Preis.